# Zephyranthes conzattii
Zephyranthes conzattii là một loài thực vật có hoa trong họ Amaryllidaceae. Loài này được Greenm. miêu tả khoa học đầu tiên năm 1898.